# Regierung G. Eyskens I
Die Regierung G. Eyskens I amtierte in Belgien vom 11. August 1949 bis zum 6. Juni 1950. Die Regierung Spaak IV eine Koalition von Sozialisten (PSB/BSP) und Christdemokraten (PSC/CVP), wurde nach der Parlamentswahl 1949 durch eine vom Christdemokraten Gaston Eyskens geführte Koalition aus Christdemokraten und Liberalen (PL/LP) abgelöst. Nach der Volksabstimmung über die Rückkehr von König Leopold III., trat die Regierung zurück, da der liberale Koalitionspartner eine Rückkehr ablehnte. Das Parlament wurde aufgelöst. Bei der Parlamentswahl 1950 gewannen die Christdemokraten eine absolute Mehrheit in beiden Kammern. Jean Duvieusart wurde Premierminister einer Alleinregierung der Christdemokraten.

## Kabinett
| Amt                                     | Amtsinhaber            | Partei  | Beginn der Amtszeit | Ende der Amtszeit |
| --------------------------------------- | ---------------------- | ------- | ------------------- | ----------------- |
| Premierminister                         | Gaston Eyskens         | PSC/CVP | 11. August 1949     | 6. Juni 1950      |
| Minister für Wirtschaft und Mittelstand | Jean Duvieusart        | PSC/CVP | 11. August 1949     | 6. Juni 1950      |
| Landwirtschaftsminister                 | Maurice Orban          | PSC/CVP | 11. August 1949     | 6. Juni 1950      |
| Kolonialminister                        | Pierre Wigny           | PSC/CVP | 11. August 1949     | 6. Juni 1950      |
| Minister für Arbeit und Soziales        | Oscar Behogne          | PSC/CVP | 11. August 1949     | 6. Juni 1950      |
| Verteidigungsminister                   | Albert Devèze          | PL/LP   | 11. August 1949     | 6. Juni 1950      |
| Mitglied des Ministerrats               | Henri Carton de Wiart  | PSC/CVP | 11. August 1949     | 6. Juni 1950      |
| Minister für Äußeres und Außenhandel    | Paul van Zeeland       | PSC/CVP | 11. August 1949     | 6. Juni 1950      |
| Mitglied des Ministerrats               | Octave Dierckx         | PL-LP   | 11. August 1949     | 6. Juni 1950      |
| Justizminister                          | Albert Lilar           | PL/LP   | 11. August 1949     | 6. Juni 1950      |
| Finanzminister                          | Henri Liebaert         | PL/LP   | 11. August 1949     | 6. Juni 1950      |
| Innenminister                           | Albert De Vleeschauwer | PSC/CVP | 11. August 1949     | 6. Juni 1950      |
| Minister für öffentliche Arbeiten       | Auguste Buisseret      | PL/LP   | 11. August 1949     | 6. Juni 1950      |
| Minister für Kommunikation              | Paul-Willem Segers     | PSC/CVP | 11. August 1949     | 6. Juni 1950      |
| Bildungsminister                        | Léon Mundeleer         | PL/LP   | 11. August 1949     | 6. Juni 1950      |
| Minister für Gesundheit und Familie     | Adolphe Van Glabbeke   | PL/LP   | 11. August 1949     | 6. Juni 1950      |
| Minister für Wiederaufbau               | Jean Rey               | PL/LP   | 11. August 1949     | 6. Juni 1950      |